# یواس‌اس ونت (ای‌آراس-۲۹)
یواس‌اس ونت (ای‌آراس-۲۹) (به انگلیسی: USS Vent (ARS-29)) یک کشتی بود که طول آن ۲۱۳ فوت ۶ اینچ (۶۵٫۰۷ متر) بود. این کشتی در سال ۱۹۴۳ ساخته شد.